# Drepanogynis subrosea
Drepanogynis subrosea là một loài bướm đêm trong họ Geometridae.